# 費爾菲爾德堡 (緬因州普查規定居民點)
費爾菲爾德堡（英語：Fort Fairfield）是位於美國緬因州阿魯斯圖克縣的一個普查規定居民點。

## 人口
根據2020年美國人口普查的數據，費爾菲爾德堡的面積為7.89平方千米，當中陸地面積為7.58平方千米，而水域面積為0.31平方千米。當地共有人口1666人，而人口密度為每平方千米211.15人。